# Stade San Siro
Le stade Giuseppe-Meazza, aussi appelé le stade San Siro, est un stade de football situé dans la ville italienne de Milan (Lombardie).
L’enceinte est le lieu de résidence des deux clubs de la ville : le Milan et l'Inter. Bien que le stade ait été officiellement renommé en l'honneur de Giuseppe Meazza (l'ancien joueur des deux équipes résidentes durant les années 1930 et 1940 et double champion du monde avec l'Italie), il est très souvent désigné par son ancienne appellation : stade San Siro. 
Grâce à des tribunes proches du terrain, une forte inclinaison des gradins et un large toit, l’enceinte bénéficie d’une atmosphère qui en fait l’un des stades les plus mythiques du monde du football. Le stade a une capacité totale de 80 018 places ce qui en fait le plus grand stade italien.
La cérémonie d’ouverture des Jeux olympiques d'hiver de 2026 s’y déroulera avant une rénovation en vue d'accueillir l'Euro 2032.

## Histoire

### Chronologie

#### Avant stade
Dans les premières années après sa naissance, le Milan joue les parties à domicile sur divers terrains. De 1900 à 1903 le Trotter (aujourd'hui Gare Centrale), de 1903 à 1905 l Acquabella (aujourd'hui Piazzale Susa), inauguré le 15 mars 1903 avec l'amical Milan-Genoa 0-0, de 1906 à 1914 le Campo Milan di Porta Monforte (puis Campo di Via Fratelli Bronzetti, après l'échange de l'entrée de via Sottocorno à via Fratelli Bronzetti), de 1914 à 1920 le Velodromo Sempione, de septembre à novembre 1919 le Campo Pirelli (zone Bicocca) et de 1920 à 1926 sur le terrain de Viale Lombardia (actuel Viale Campania). Le Milan jouait aussi à l'Arena Civica, terrain à l'époque de l'Ambrosiana-Inter (aujourd'hui propriété du Amatori Rugby Milan, club de rugby de la ville de Milan), de temps en temps entre 1908 et 1914 et puis de 1941 à 1949.

#### Stade
La construction du stade commença en 1925 dans le quartier milanais de San Siro, qui donna son nom à l'enceinte sportive. L'idée de construire un stade dans la même zone que l'hippodrome de San Siro appartenait au président du Milan AC de l'époque, Piero Pirelli. Il fut alors décidé l'édification d'un stade ne servant qu'à l'organisation de matchs de football (sans piste d'athlétisme). Le stade fut édifié en 13 mois et pour 5 millions de lire. L'inauguration eut lieu le 26 septembre 1926 : 35 000 spectateurs assistèrent à la victoire de l'Inter 6 buts à 3 face à son rival du Milan AC. Dans un premier temps, ce second club était l'unique propriétaire de l'enceinte et y joua ses matchs à domicile. En 1935, la ville de Milan acheta le stade et engagea un processus de rénovation et d'agrandissement du stade qui adopta une architecture futuriste grâce aux rampes d'accès collées à la façade. L'Inter ne commença à jouer ses matchs à domicile au Stadio San Siro qu'à partir de 1947.
Une large mise aux normes et une modernisation intervint à l'occasion de l'organisation, par l'Italie, de la Coupe du monde de football 1990. Les travaux ont été confiés à l'entreprise milanaise Torno Internazionale SpA. Désormais, toutes les places sont des places assises au sein de gradins plus volumineux grâce à l'édification des 11 tours entourant l'extérieur de l'enceinte en béton. La modification la plus impressionnante fut la couverture du stade par un toit soutenu par quatre énormes poutres rouges au-dessus des gradins.
Si l'Inter, par la voix de son propriétaire, Massimo Moratti, a déjà plusieurs fois évoqué un déménagement possible avec la construction d'un nouveau stade, le Milan AC a longtemps affirmé son attachement à San Siro. En février 2015, le club dévoile pourtant le projet d'un nouveau stade de 48.000 places.
Le 14 novembre 2009, le stade accueille pour la première fois de son histoire une rencontre de rugby entre l'Italie et les All Blacks.
En octobre 2021, la Phase finale de la Ligue des nations de l'UEFA 2020-2021 se déroule en partie à San Siro, qui accueille la première demi-finale entre l'Italie et l'Espagne le 6 octobre 2021, remportée par les espagnols 2 buts à 1, puis la finale entre ces mêmes espagnols et la France. Les Bleus remporteront le trophée 2 buts à 1. C'est la première victoire de la France en compétition officielle à San Siro.

## Dénomination
Le stade s'appela d'abord San Siro du nom du quartier où il était situé. Puis en 1980, le stade changea de nom pour devenir le Stade Giuseppe-Meazza. En effet, en 1979, à la mort du champion interiste Giuseppe Meazza, qui a également joué au Milan AC de 1940 à 1942, les deux clubs utilisant le stade décident de lui donner son nom.
Le nom de San Siro a donné son surnom au Stark's Park, le stade de l'équipe écossaise des Raith Rovers, surnommé San Starko par ses supporteurs.

## Événements sportifs
- Coupe du monde de football 1934
- Championnat d'Europe de football 1980
- Coupe du monde de football de 1990
- Finale de la Ligue des champions 2015-2016
- Phase finale de la Ligue des nations de l'UEFA 2020-2021
- Jeux olympiques d'hiver de 2026 : cérémonie d'ouverture

### Coupe du monde de football 1934
| Date   | Tour          | Équipe   | Score | Équipe    | Affluence |
| ------ | ------------- | -------- | ----- | --------- | --------- |
| 27 mai | 1er           | Pays-Bas | 2 - 3 | Suisse    | 40 000    |
| 31 mai | 1/4 de finale | Suède    | 1 - 2 | Allemagne | 15 000    |
| 3 juin | 1/2 finale    | Italie   | 1 - 0 | Autriche  | 60 000    |

Le Stade San Siro fut l'un des huit stades retenus pour accueillir les matchs de la Coupe du monde de football 1934. L'enceinte accueilli trois matchs (un huitième de finale, un quart de finale et une demi-finale).

### Championnat d'Europe de football 1980
| Date    | Tour | Groupe | Équipe   | Score | Équipe          | Affluence |
| ------- | ---- | ------ | -------- | ----- | --------------- | --------- |
| 12 juin | 1er  | B      | Espagne  | 0 - 0 | Italie          | 46 816    |
| 15 juin | 1er  | B      | Belgique | 2 - 1 | Espagne         | 11 430    |
| 17 juin | 1er  | A      | Pays-Bas | 1 - 1 | Tchécoslovaquie | 11 889    |

### Coupe du monde de football 1990
| Date        | Tour           | Groupe | Équipe               | Score | Équipe              | Affluence |
| ----------- | -------------- | ------ | -------------------- | ----- | ------------------- | --------- |
| 8 juin      | 1er            | B      | Argentine            | 0 - 1 | Cameroun            | 73 780    |
| 10 juin     | 1er            | D      | Allemagne de l'Ouest | 4 - 1 | Yougoslavie         | 74 765    |
| 15 juin     | 1er            | D      | Allemagne de l'Ouest | 5 - 1 | Émirats arabes unis | 71 169    |
| 18 juin     | 1er            | D      | Allemagne de l'Ouest | 1 - 1 | Colombie            | 72 510    |
| 24 juin     | 1/8e de finale |        | Allemagne de l'Ouest | 2 - 1 | Pays-Bas            | 74 559    |
| 1er juillet | 1/4 de finale  |        | Allemagne de l'Ouest | 1 - 0 | Tchécoslovaquie     | 73 347    |

Le Stade Giuseppe Meazza fut l'un des douze stades choisis pour accueillir les matchs de la Coupe du monde de football 1990. Le stade a accueilli un total de six matchs (avec à chaque fois une affluence supérieure à 70 000 spectateurs) dont le match inaugural (Argentine-Cameroun), un huitième de finale et un quart de finale. L'Équipe d'Allemagne de l'Ouest, futur vainqueur de la compétition, y a notamment joué ses trois matchs de poule ainsi que son 1/8e de finale et son 1/4 de finale.

### Autres matchs mémorables
| Date        | Compétition                         | Tour            | Équipe        | Score           | Équipe               | Affluence |
| ----------- | ----------------------------------- | --------------- | ------------- | --------------- | -------------------- | --------- |
| 27 mai 1965 | Coupe des clubs champions européens | Finale          | Inter Milan   | 1 - 0           | Benfica              | 85 000    |
| 6 mai 1970  | Coupe des clubs champions européens | Finale          | Feyenoord     | 2 - 1           | Celtic Glasgow       | 53 187    |
| 1991        | Coupe UEFA 1990-1991                | Finale (aller)  | Inter Milan   | 2 - 0           | AS Rome              |           |
| 1994        | Coupe UEFA 1993-1994                | Finale (retour) | Inter Milan   | 1 - 0           | SV Austria Salzbourg |           |
| 1995        | Coupe UEFA 1994-1995                | Finale (aller)  | Juventus      | 1 - 1           | Parme FC             |           |
| 1997        | Coupe UEFA 1996-1997                | Finale (retour) | Inter Milan   | 1 - 0 4-5 (tab) | Schalke 04           |           |
| 23 mai 2001 | Ligue des Champions 2000-2001       | Finale          | Bayern Munich | 1 - 1 5-4 (tab) | Valence CF           | 74 000    |
| 28 mai 2016 | Ligue des Champions 2015-2016       | Finale          | Real Madrid   | 1 - 1 5-3 (tab) | Atlético Madrid      | 71 942    |

Le Stade Giuseppe Meazza a accueilli à quatre reprises une finale de la Ligue des champions de l'UEFA et a été hôte à quatre reprises de la finale de la Coupe UEFA.

## Virages nord et sud
Le virage nord, en italien « Curva Nord » et le virage sud sont respectivement occupés lors des matchs par les supporters  « ultras » de l'Inter Milan et du Milan AC. Ces tribunes sont gérées par la mafia calabraise, la 'Ndrangheta qui en retire de forts profits, en revendant les places au marché noir ou en  touchant des commissions sur les activités telles que la vente de nourriture ou l'organisation de concerts, comme l'a montré en 2024 l'enquête judiciaire dite des deux virages (« Doppia curva »)

## Concerts et spectacles
- Concert de Madonna dans le cadre de sa tournée The MDNA Tour, le 14 juin 2012. Près de 53 000 personnes assistèrent à ce concert.
- Concert de Rihanna dans le cadre de sa tournée Anti World Tour, le 13 juillet 2016. Ce concert étant à guichet fermé, Rihanna est donc devenue la plus jeune artiste solo à remplir le stade.
- Concert de One Direction dans le cadre de la tournée Where We Are les 28 et 29 juin 2014 et enregistrement des concerts pour un DVD.
- Concert de Muse dans le cadre de la tournée Will of the People World Tour le 22 juillet 2023
- Concert de Taylor Swift dans le cadre de sa tournée The Eras Tour les 13 et 14 juillet 2024.

## Rénovations diverses
- 1939 : Les angles furent comblés par des tribunes pour porter la capacité du stade à 55 000 places minimum.
- 1956 : achèvement de deux tribunes qui portent la capacité officielle à 150 000 places mais qui est en réalité de 125 000 spectateurs. Le 25 avril 1956, 125 000 personnes assistent à la victoire de l'Équipe d'Italie de football face au Brésil 3 buts à 0. La capacité est réduite à 90 000 spectateurs après le drame du Heysel en 1985.
- 1980 : inauguration du tableau d'affichage électronique - Elektroimpex (Hongrie)
- 1987 : en préparatif de la Coupe du monde de football 1990, le gouvernement italien accorde une aide de 30 millions de dollars pour sa modernisation ; rénovation qui coûte finalement le double du prix fixé à l'origine. Le projet Project 1990 de Ragazzi e Hoffner e Salvi est retenu : édification de onze tours bétonnées, quatre à chaque coin, qui supportent les poutres permettant l'installation d'un toit.
- 1990 : troisième étage achevé, places assises pour la totalité des places et une capacité de 85 700 places.
- 2002 : passage à 20 Sky Box, 400 sièges pour la presse. La capacité descend à 82 955 places.
- 2008 : rénovations qui abaissent à 80 074 places la capacité de l'enceinte. Tous les sièges sont remplacés.
- 2021 : projet de construction d'un nouveau stade à Milan qui accueillerait les deux équipes de football milanaises

## Galerie

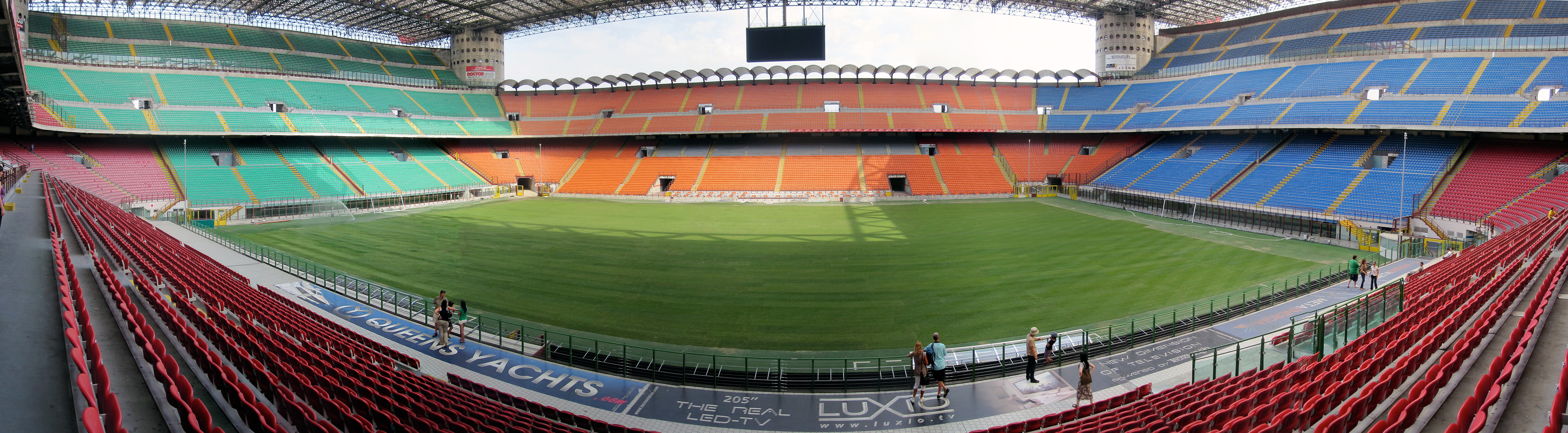
Panorama du stade

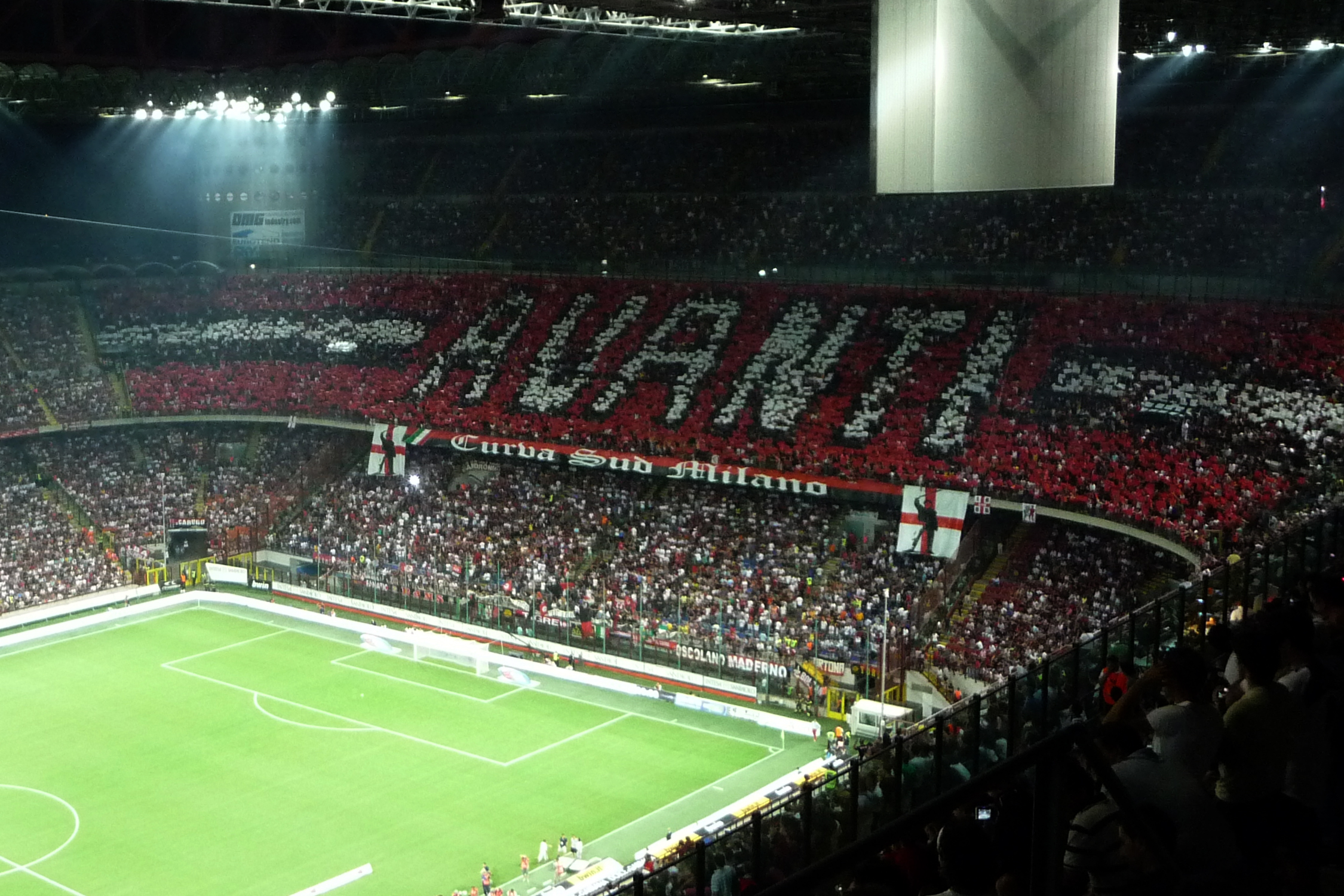
La Curva Sud de l'AC Milan
Vue de l'extérieur
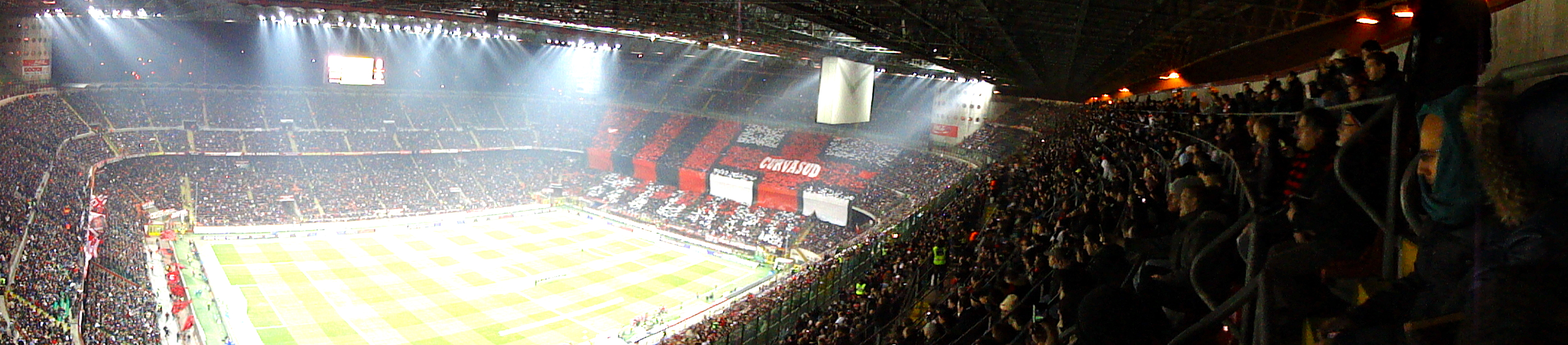
Vue d'en-haut
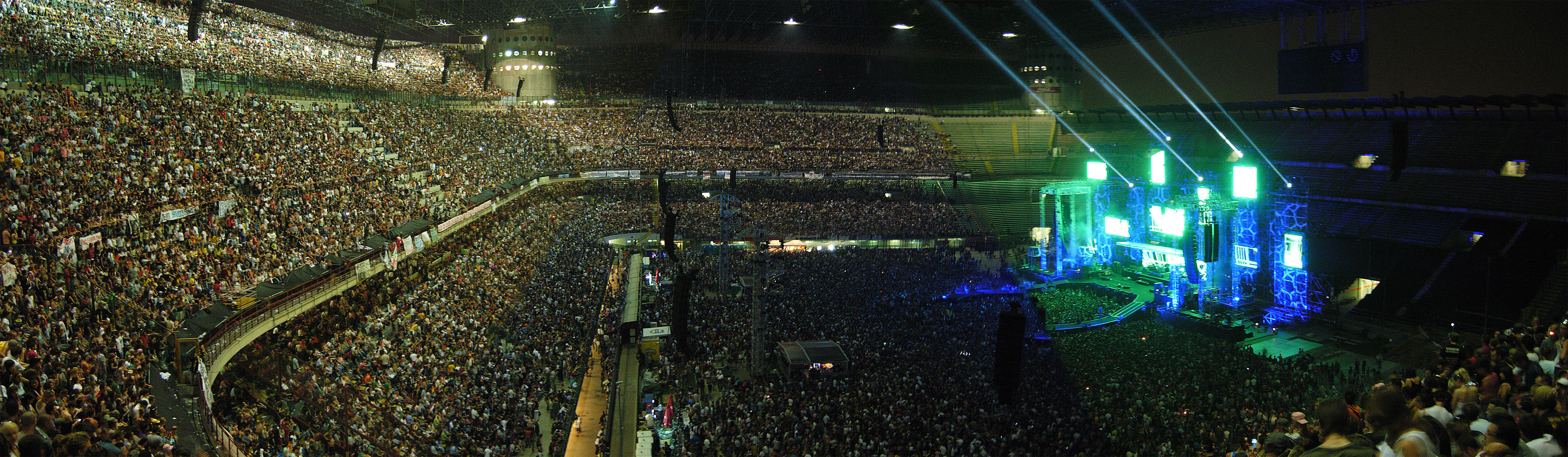
Un jeu le soir
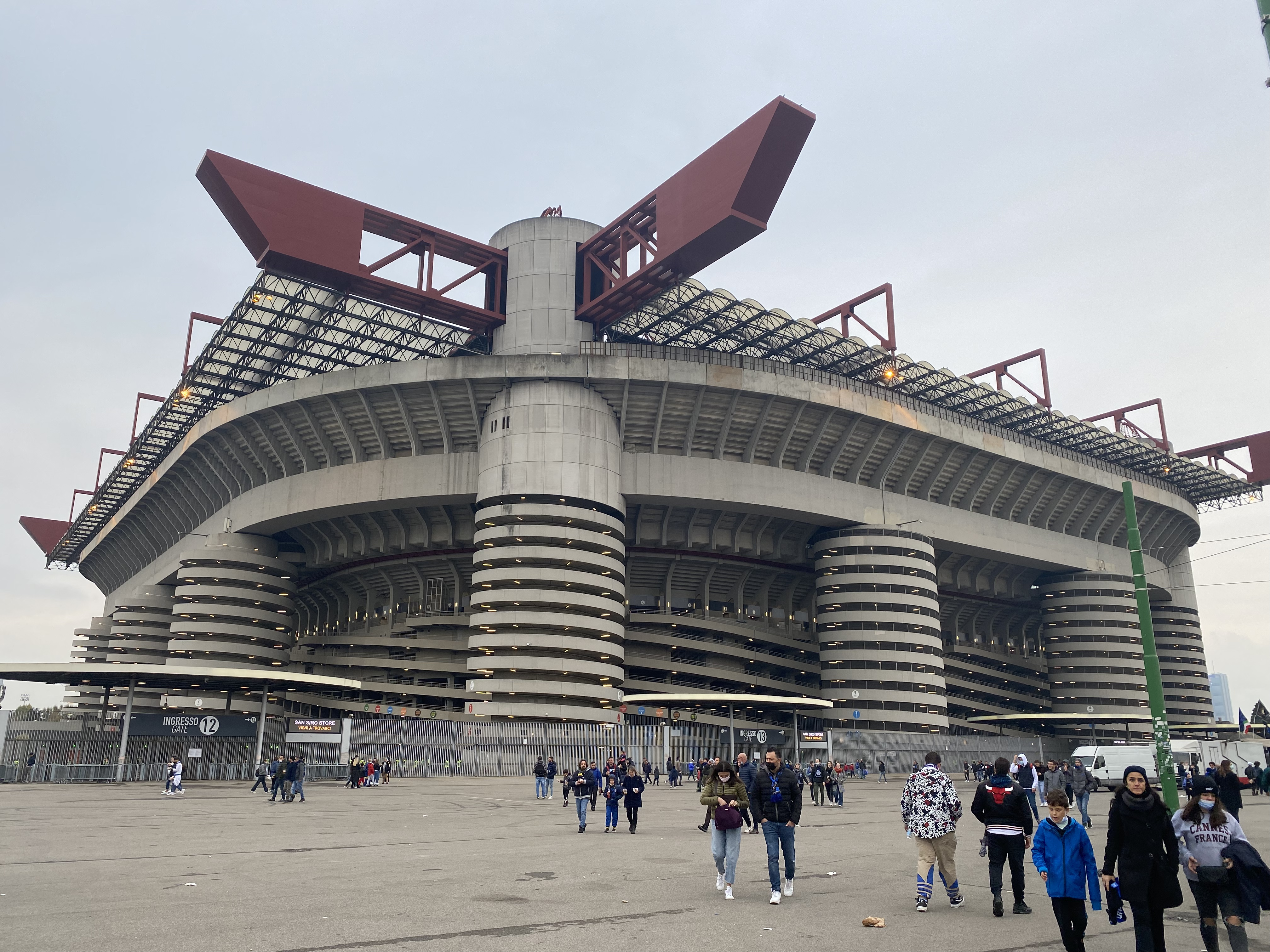
Les tours du stade
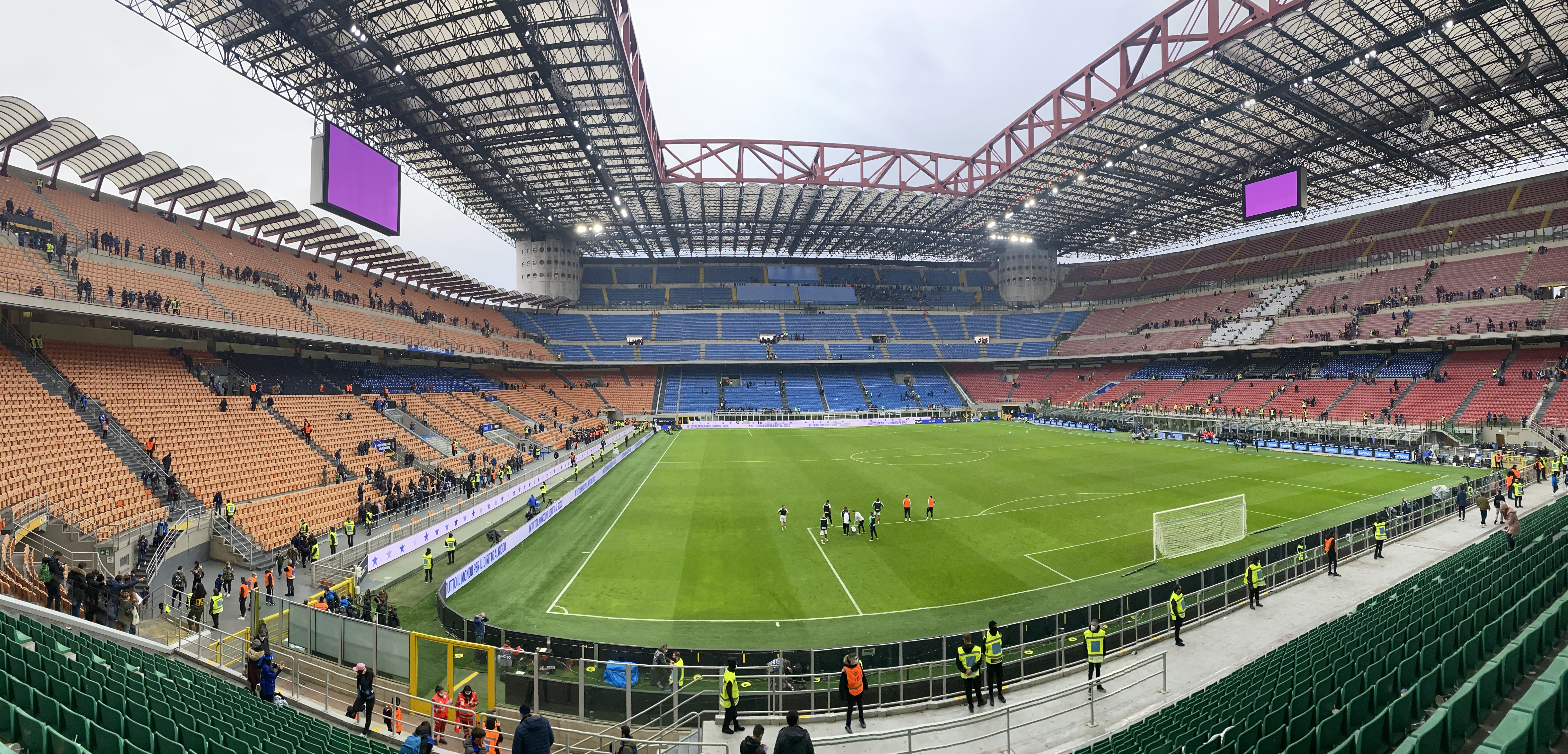
Vue depuis la Curva Nord de l'Inter Milan
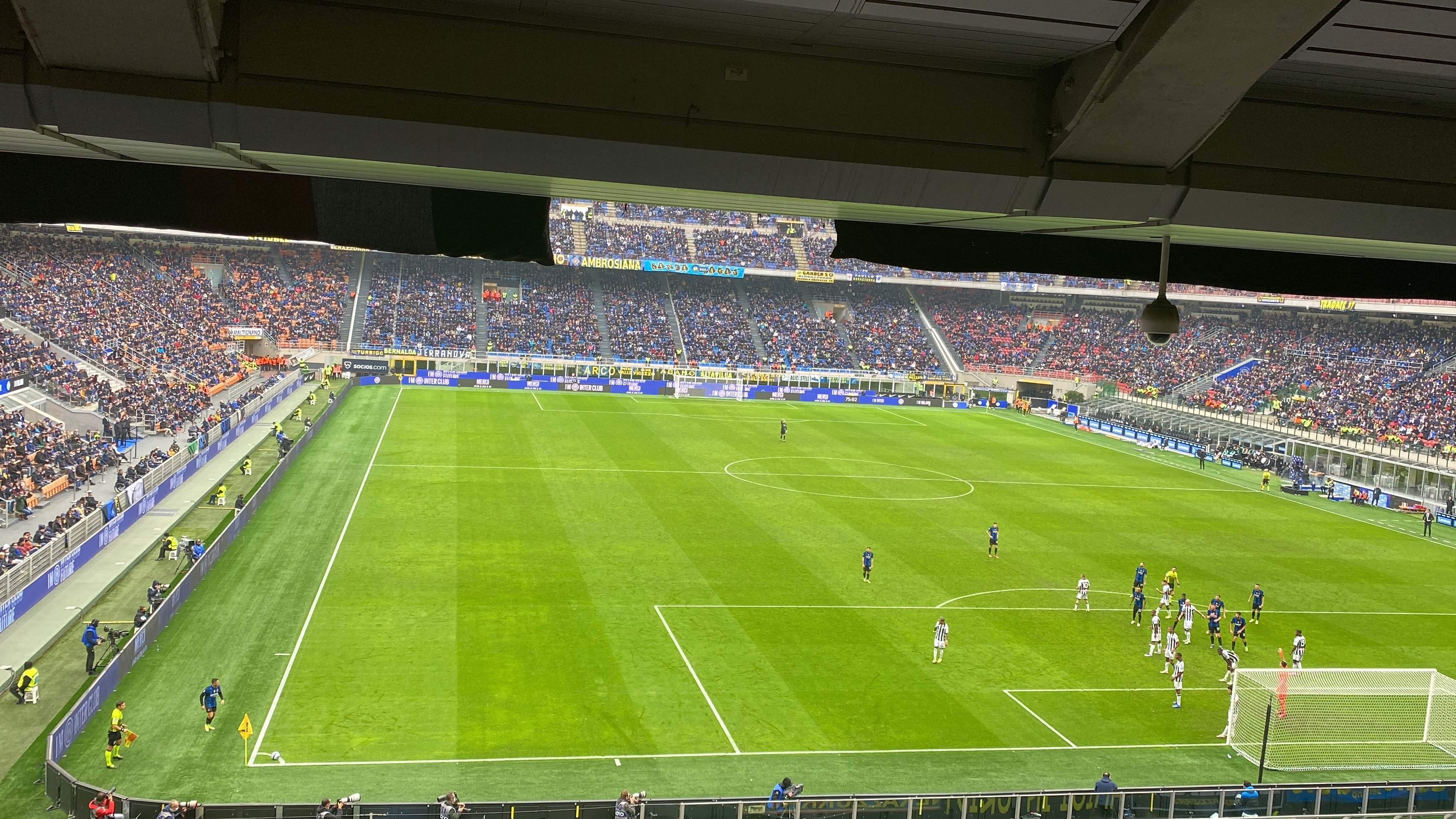
Panorama du terrain de jeu
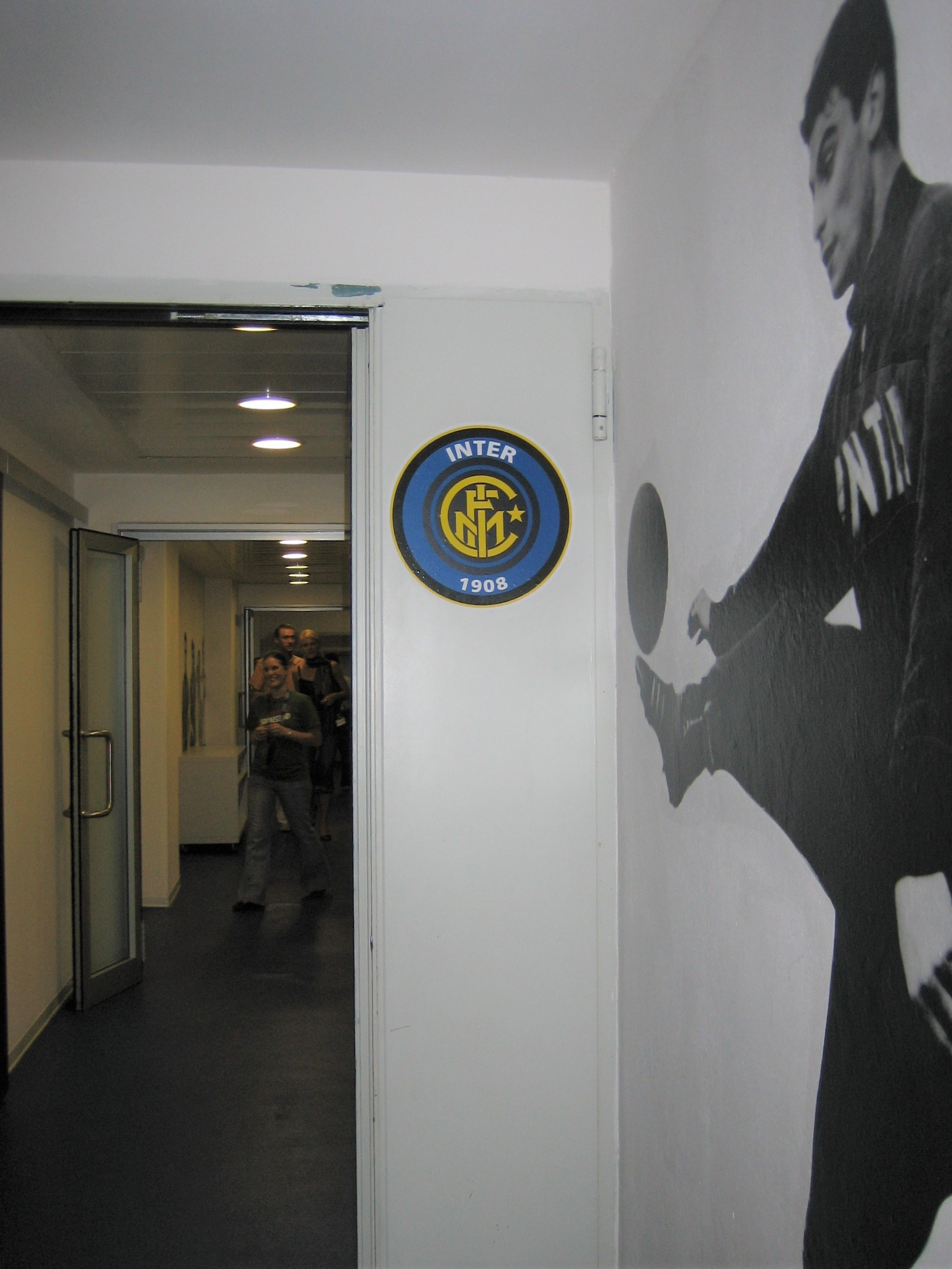
L'entrée du vestiaire Inter